# Le Prix de la trahison (film, 2008)
Pour les articles homonymes, voir Le Prix de la trahison.
Le Prix de la trahison (Love Lies Bleeding) est un film américain réalisé par Keith Samples (en), sorti directement en DVD en 2008.

## Synopsis
Duke et Amber forment un jeune couple aux prises avec des difficultés financières, tous deux occupant des emplois subalternes pour survivre, tandis que leurs voisins gangsters leur volent régulièrement leur biens. Un jour, Amber rentre chez elle et trouve les voisins dans la maison en train de la cambrioler, ils la battent  et s'en vont. Duke rentre à la maison et la trouve, et est tellement en colère qu'il sort et achète une arme à feu. Pendant ce temps, Pollen, un agent DEA corrompu est à la recherche d'un sac d'argent sale qu'il convoite. Apprenant que l'argent se cache chez les voisin gangster du jeune couple, ils s'y rend. D'en suit un massacre et Pollen est blessé. Duke arrive à son tour prend l'argent pensant que cela signifiera une vie meilleure pour lui-même et Amber. Pollen tente de l'arrêter mais perd connaissance en raison de ses blessures.
Duke et Amber et lui s'enfuient et prennent la route. Pollen revient à lui et s'assure de la complicité de deux agents corrompus afin de retrouver l'argent. Duke et Amber achètent une voiture et se rendent dans un hôtel de luxe à Albuquerque. Ils passent quelques jours à jouer et s’amuser, puis ils se marient. Amber dit aussi à Duke qu'elle est enceinte. Pollen et ses hommes arrivent cependant le lendemain et commencent à chercher Duke. Un homme de chambre leur prend l'argent, et Duke le poursuit pour le récupérer. Pendant ce temps, Amber est prise dans une embuscade par Pollen, qui menace de la tuer si elle ne lui dit pas où est l'argent. Amber lui dit que Duke l'a quittée après sa grossesse et Pollen la croit. Il est sur le point de la tuer quand elle le coupe avec une bouteille cassée et tue l'un des complices.
Pollen est interrogé par deux détectives qui comprennent que l'affaire n'est pas très claire et commencent à suivre l'agent DEA. Duke appelle bientôt Pollen et lui dit qu'il ne veut plus garder l'argent. Pollen accepte et en déduit qu'ils auraient laissé l'argent à l'hôtel pour des raisons de sécurité. Duke va le chercher, mais l'argent a disparu. Il découvre qu'un jardinier a démissionné la veille, il part à sa recherche et le récupère.
Pollen et son complice suivent Duke et Amber directement derrière eux. Duke s'arrête dans un entrepôt abandonné et les agents de la DEA suivent avec les détectives sur leurs traces. Après avoir échangé des mots, Pollen révèle ses intentions, il veut supprimer Amber et Duke, mais doit s'assurer auparavant qu'ils n'ont parlé à pardonne. Une fusillade éclate, le complice de Pollen est tué, Duke est blessé, mais Polen s’acharne sur lui, Amber parvient à tuer Pollen, la police arrive, Duke meurt mais la police s'arrange afin qu'Amber conserve le magot. Il lui servira à s'acheter une maison et à élever son bébé.

## Fiche technique
- Titre original : Love Lies Bleeding
- Titre français : Le Prix de la trahison
- Réalisation : Keith Samples (en)
- Scénario : Brian Strasmann
- Photographie : Paul Elliott (en)
- Musique : Larry Groupe
- Pays de production :  États-Unis
- Langue originale : anglais
- Durée : 94 minutes

## Distribution
- Brian Geraghty (VF : Alexandre Gillet) : Duke
- James Madio (VF : Laurent Morteau) : Bernie
- Craig Sheffer (VF : Constantin Pappas) : Morton
- Christian Slater (VF : Damien Boisseau) : Pollen
- Jenna Dewan-Tatum : Amber
- Tara Summers : La détective Alice Sands
- Jacob Vargas : Le détective Billy Jones
- Chris Ashworth (en) (VF : Cédric Barbereau) : Eddie
- Luce Rains (VF : Emmanuel Karsen) : Gault
- Ryan O'Quinn (en) : Steve du Room service (voix)
- Don Battle : Gambler

Source et légende : version française (VF) sur RS Doublage